# Gino Borsoi
Gino Borsoi (Motta di Livenza, 1974. március 11. –) korábbi olasz motorversenyző, a MotoGP nyolcadliteres géposztályának egykori tagja. Jelenleg a MotoGP királykategóriájában szereplő Pramac Racing csapatmenedzsere.
A sorozatban 1996-ban mutatkozhatott be, szintén a 125 köbcentiméteresek között az Aprilia színeiben. 1997-et kivéve egész karrierje alatt Apriliával versenyzett.
Legjobb eredménye három dobogós helyezés, valamint egy pole pozíció volt, győznie egyszer sem sikerült. 2004 után vonult vissza, miután a 125-ös géposztályból kiöregedett, máshonnan pedig nem kapott szerződést.
Versenyzőtársai a "kobragyilkos" becenevet adták neki, miután 1998-ban, a Maláj Nagydíjon, a verseny közben megölt egy, a pályára betévedt kobrát.

## Külső hivatkozások
- Profil a La Gazzetta dello Sport oldalán